# Corneliu Ion
Corneliu Ion (Focșani, 27 giugno 1951) è un ex tiratore a segno rumeno.

## Carriera
Ha conquistato due medaglie olimpiche in quattro partecipazioni (1976, 1980, 1984 e 1988) ai giochi.

## Palmarès
Olimpiadi
- 2 medaglie:
  - 1 oro (pistola 25 m a Mosca 1980)
  - 1 argento (pistola 25 m a Los Angeles 1984).